# Чёрч, Бенджамин (рейнджер)
Бенджамин Чёрч (англ. Benjamin Church; 1639 — 17 января 1718) — английский офицер ополчения Новой Англии, известный тем, что командовал первыми подразделениями рейнджеров в Северной Америке. Родившись в Плимуте, Чёрч получил от губернатора колонии Джосайи Уинслоу поручение создать отряд рейнджеров во время Войны Короля Филипа. Возглавляемый им отряд выследил и убил сахема вампаноагов Метакомета, смерть которого фактически завершила конфликт на юге Новой Англии.
Во время Войны короля Вильгельма и Войны королевы Анны Чёрч возглавлял рейды на французскую колонию Акадия. Начав военную карьеру в звании капитана ополченцев, он дослужился до чина полковника. Чёрч уделял особое внимание оснащению, снабжению и обучению своих солдат, беря пример с действий индейских воинов во время сражений. Он отдавал предпочтение небольшим и быстродействующим подразделениям, использовавшим местный ландшафт в качестве укрытия, вместо массированных атак крупными формированиями. Чёрч также стал первопроходцем в использовании индейских воинов в качестве скаутов для разведки и обучения своих солдат.